# Sebastian Mützel
Sebastian Mützel (* 6. August 1989 in Bad Tölz) ist ein deutscher Fußballspieler.

## Karriere
Mützel, der als Stürmer oder im Mittelfeld eingesetzt wird, spielte bis 2005 in der Jugend des TSV 1860 Rosenheim und wechselte dann zur SpVgg Unterhaching. Mit der A-Jugend der der SpVgg stieg er 2008 in die A-Junioren-Bundesliga auf. Danach wurde er in den Kader der zweiten Mannschaft der SpVgg übernommen, für die er zunächst neun Spiele in der Regionalliga Süd bestritt, in denen er zwei Tore erzielte. Am 13. Spieltag der 3. Liga stand er erstmals im Kader der ersten Mannschaft und wurde im Spiel gegen Kickers Offenbach in der 82. Minute für Thorsten Schulz eingewechselt. In der Saison 2009/10 kam Mützel zu elf Einsätzen in der 3. Liga, in denen er einen Treffer im Spiel gegen Holstein Kiel markierte. In der Saison 2010/11 lief Mützel für die erste Mannschaft der Hachinger dreimal auf und blieb ohne Treffer. Er spielte insgesamt 28 mal in der Bayernliga für die zweite Mannschaft der SpVgg Unterhaching.
Er wechselte vor der Saison 2011/12 ablösefrei zur zweiten Mannschaft des 1. FC Nürnberg, bei dem er einen Einjahresvertrag unterschrieb und am 14. August 2011 im Spiel gegen die zweite Mannschaft des Karlsruher SC debütierte, als er in der 63. Spielminute eingewechselt wurde. Zur Saison 2012/13 wechselte Mützel zu Rot-Weiß Oberhausen. Nach zwei Spielzeiten schloss er sich dem Oberligisten Westfalia Herne an. Zeitgleich begann er ein Studium der Physiotherapie in Bochum. Nach dem Abstieg der Herner aus der Oberliga 2014/15 wechselte Mützel zum SV Zweckel, er kehrte aber nach einem halben Jahr zu Westfalia Herne zurück. Mit der Mannschaft stieg er 2017 wieder in die Oberliga auf. Zur Saison 2018/19 wechselte Mützel zu Rot Weiss Ahlen.